# Fable: The Lost Chapters
Fable: The Lost Chapters es un juego basado en el éxito de ventas de su antecesor Fable para Xbox, producido por la compañía Lionhead Studios. Fue lanzado para PC el 20 de septiembre de 2005, y para Xbox el 18 de octubre del mismo año.

## Información
Este juego de rol está ambientado en la era medieval, da una gran libertad para determinar las habilidades, la apariencia, y hasta el carácter de nuestro personaje, así como una gran cantidad de personajes, escenarios e infinidad de secretos que se pueden descubrir durante el transcurso del juego.
Con las diferentes misiones disponibles, tanto principales como secundarias, se tiene la oportunidad de decidir el camino que tomará el personaje. Ya sea el camino del bien o el del mal, el personaje, físicamente se irá convirtiendo en un reflejo de sus actos. A medida que éste se define, los habitantes de Albión reaccionarán ante su apariencia y sus actos, ya sea con risas, burlas, miedo o hasta enamorándose.
Ganó el premio al Juego del año 2005.[cita requerida]

## Personajes
- El Héroe – El personaje principal del juego, (el personaje no posee nombre, pero puede comprar sobrenombres o apodos desde "Caraculo" pasando por "Asesino", "Avatar", "Esquivaflechas", "Gladiador", "Libertador", etc.) además su apodo es mencionado por los habitantes de Albión. Su apariencia varía según los actos del jugador y su vestimenta. El héroe está destinado a ser el Héroe más fuerte en Albión a causa de que su línea sanguínea le conecta con la línea sanguínea del Arconte, la línea sanguínea real del Viejo Reino. El Héroe no habla en las escenas cinemáticas, sólo se oye su voz en las órdenes y expresiones (Ejemplo: "Sígueme", "Para", "Gracias", y "Perdón").
- El Maestro del Gremio - Uno de los Héroes vivos más antiguos. Se ocupa de enseñar a los Aprendices. El Maestro del Gremio siempre estará en la sala de mapas, excepto que diga algo distinto. El Oráculo de Snowspire revela que su verdadero nombre es Weaver. Protagonizó una breve revuelta contra el anterior Maestro del Gremio debido a su decisión de sólo ofrecer encargos virtuosos. Cerca del fin de Fable: The Lost Chapters, el Héroe puede matarle para conseguir su alma.
- Maze – Un viejo mago y cabeza del Gremio de Héroes. Maze rescata al joven héroe de los bandidos durante el ataque a Oakvale, y lo lleva al Gremio de Héroes para que sea entrenado. Guía al Héroe en la busca de su desaparecida familia. Después, el Héroe descubre que está aliado con Jack of Blades, el destructor de Oakvale. El Héroe procede a matarle en combate en la Costa Hook. Maze pasó casi toda su vida buscando un arma poderosa llamada la Lágrima de Avo, que era el arma de un guardia, que un gran mago llamado Solcius, tomó para concentrar todo su poder y cerrar un vórtice que amenazaba con tragarse a la ciudad de Bowerstone. El Oráculo de Snowspire revela que siendo joven sus padres fueron muertos por Balverinos, pero Maze fue salvado de una muerte segura por Jack of Blades y dos héroes (luego muertos por Blades). Maze nunca escapó a la sombra de Jack of Blades.
- Whisper- Compañera y amiga del héroe, tiene una relación de rivalidad durante todo el juego, al comienzo entrenan juntos, una vez graduados se ven realizando encargos tanto en bandos contrarios como aliados. Además llega a la Arena con el héroe. Según lo decida el héroe, Whisper vive o muere en la Arena. Si el héroe decide dejarla con vida, ella abandonará su vida de heroína y regresará a su tierra natal donde es reconocida como tal.
- Thunder- Hermano mayor de Whisper, héroe Campeón de la Arena y pretendiente de Lady Grey.
- Jack Of Blades- Jack es un ser maligno que intenta apoderarse del mundo gracias a una espada especial, llamada Espada de los Eones. Esta espada sólo responde a la línea sanguínea de la familia del Héroe. Jack es considerado por algunos habitantes de Albión como un héroe, y por otros, como un demonio. Se cree que Jack tiene más de dos mil años, la fuerza de diez héroes, y desde que "nació" lleva puesta su máscara. Sólo Maze le ha visto el rostro sin máscara.
- Lady Grey- Alcaldesa de Bowerstone, con un pasado perverso, persona misteriosa, disfruta de las cosas macabras. Asesinó a su hermana Amanda, que yace en la mansión Grey, cercana a los Campos Tumularios, para poder tomar lugar como alcaldesa.
- Scarlet Robe- La famosa heroína, especialista en cazar balverinos. Scarlet es la madre del protagonista. Adquirió fama de heroína cuando, a los nueve años, mató ella sola a un balverino usando un simple palo de madera. Fue la primera heroína en ser campeona de la Arena. En cierta ocasión se enfrentó a más de una docena de balverinos pero tras esa increíble lucha quedó malherida. Fue encontrada por un granjero, llamado Brom, quien la cuidó. Más tarde se casó con él y tuvieron una hija que llamaron Theresa y a un hijo, El Héroe.
- Theresa- Hermana del protagonista. Se destaca por su habilidad de ver el futuro. Fue enceguecida por el temible Jack Of Blades quien arrancó sus ojos, para obtener la Cuarta Llave. Malherida y confundida fue encontrada por Twinblade, jefe de los bandidos, quien la hizo su sirvienta y mano derecha. Adiestrada en el arte de la lucha, excelente guerrera y vidente excepcional.
- Twinblade- Famoso guerrero, líder de los bandidos que rondan por toda Albión, como su nombre lo indica, sus armas son dos espadas idénticas. Twinblade es un hombre enorme en tamaño y de una fuerza increíble, que finalmente se cansó de la vida de héroe y se volvió bandido. Él encuentra a Theresa y la hace su alumna y ayudante.
- Avo- Es el dios de la luz en Albión, todo héroe que decida el camino del bien será del agrado de Avo. Existe un templo dedicado a Avo en Albión, cerca del claro Khothole, donde puedes hacer buenas obras donando dinero.
- Skorm- Es el dios de la oscuridad en Albión, todo héroe que decida el camino del mal será del agrado de Skorm. Existe una capilla dedicada a Skorm en Albión, cerca al Darkwood, donde puedes hacer malas obras sacrificando gente.
- Scythe-Es un nuevo personaje que aparece en esta nueva versión de Fable: The Lost Chapters, aparece por primera vez al principio(esto solo pasa en la niñez y es opcional), en los cuarteles de Maze. Es un personaje mucho más viejo que el "Viejo Reino" llegó a ser un héroe de carne y sangre pero ahora sigue siendo un héroe pero cubierto solo de hueso, es muy misterioso y se desconoce por toda Albión. Luego aparece en la Aldea Snowspire en los Páramos del Norte y te ayuda a derrotar a Jack of Blades.

## Gremio de Héroes
El Gremio de Héroes es una escuela para héroes donde es llevado el héroe cuando apenas es un niño. Es salvado por un héroe llamado Maze de la masacre ocurrida en su pueblo natal, Oakvale, donde asesinan a su padre y arrancan los ojos de su hermana Theresa.
Una vez en el gremio, el futuro héroe es adiestrado en el ataque cuerpo a cuerpo, ataque con arma de corto alcance y bloqueo de ataques, además se le adiestra en el uso del arco, practicando en la galería de tiro con arco, también el Maestro de guarida le enseña a usar la Voluntad, una especie de magia.
El Gremio de Héroes es un lugar apto para que se entrene el héroe, además allí hay un portal Cullis, que permite la teletransportación por toda Albión, también hay una tienda de armas y vestimenta y una taberna, podemos encontrar también un punto de compra de mejoras, esta compra se realiza con la experiencia recogida tras eliminar cualquier enemigo. Se pueden comprar las siguientes cosas:
- Físico: como indica su nombre, aumenta la fuerza del personaje, pudiendo así utilizar armas más pesadas y golpear con más fuerza.
- Salud: es la barra de salud, si avanzas en esto aumenta la barra de salud.
- Dureza: es el escudo natural del personaje, cuanta más dureza tenga, más daño aguantara.
- Velocidad: mejora la velocidad de ataque tanto con el arco o ballesta, como con las demás armas.
- Puntería: mejora la puntería, los ataques con el arco son más eficientes y precisos.
- Astucia: ésta te permite ser un excelente ladrón, así como un comerciante audaz, también se utiliza para tomar por sorpresa al enemigo.
- Voluntad: ésta se divide en varios ataques o defensas de voluntad, entre ellos esta el Relámpago, la Bola de Fuego, Furia Divina, Ira Infernal, entre otras.

## Armas
Hay dos tipos de armas: las legendarias y las normales.
Sentirus Esta arma se encuentra en el templo de Avo donando 60.000 de oro.
Arco de Skorm Esta arma se encuentra en la capilla de Skorm haciendo sacrificios.
Lágrima de Avo Esta arma se puede encontrar cuando matamos a Jack en el Gremio tirando la espada de los Eones al vórtice.
Espada de los Eones Se consigue matando a Jack como ya dije en el Gremio pero sin tirarla al vórtice y matando a Theresa.
La Heraldo Está incrustada en una roca el lado del templo de Avo.
Ballesta de Arken Se encuentra en el cofre de 15 llaves de lago Darkwood.
Hiryu, la Katana Se encuentra en el cofre de 15 llaves en el castillo de Lady Grey.
Bluetante Se encuentra en la puerta demoniaca del lago Darkwood haciendo un multiplicador de 14.
El martillo de Wellow Se encuentra tras la puerta demoniaca del cañón Greatwood haciendo maldades.
Ronok, el Hacha Se encuentra en la puerta demoniaca cerca de la mansión Grey casándote con Lady Gray.
Maza del Tintero Se encuentra en la puerta demoniaca del camino abandonado vistiéndote de bandido, placas claras y vestimentas oscuras. (ahora no recuerdo cuales).
Gran Hacha de Murren Se encuentra en el cofre de 15 llaves que hay en el Faro de la Costa Hook.
Mandobe SolusSe encuentra en el tendero de Bowerstone Norte comprándolo por un valor de 70.000 o superior o menor (eso depende) 
El martillo de Murren Se encuentra en el cofre del Gremio de Héroes por 20 llaves.
Cimitarra Son las espadas gemelas de Twinblade.
Despojadora Está en la puerta demoniaca de la Necrópolis donando todas las llaves que tengas.
La Vengadora Se encuentra en la costa donde te lleva el barco fantasma, vas para la casa derrumbada y hay un camino que lleva a un cofre de 30 llaves.

## Regiones
Gremio de Héroes Lugar donde el protagonista del juego es llevado por Maze después de ser rescatado de la destrucción de Oackvale. Aquí aprenderás a combatir y luchar junto a otros aprendices, como Whisper, y además conocerás a personajes como el Maestro del Gremio, Thunder o Scythe.
Bowerstone Norte Hay una única tienda de ropa, objetos y armas (en ella puedes comprar el Mandobe Solus). Además está la residencia de la alcaldesa Lady Grey (donde se puede obtener la Katana Hiryu y una Llave de Plata), y también hay una cárcel con un preso dentro (que aparentemente parece un chiflado paranoico).
Bowerstone Sur Hay 4 tiendas: una de ropa (en el balcón hay una Llave de Plata), una de objetos (donde podrás comprar una pala, una alianza de boda, comida...), otra de armas y una peluquería. También hay una taberna donde podrás jugar al juego de las parejas (y si ganas y haces un buen tiempo conseguirás el muñeco de Briar Rose). Al final del pueblo hay una casa en venta por valor de 1.500 de oro, que se encuentra junto a la escuela. Y también podremos poner a prueba nuestros nudillos en el Ring de Lucha de nivel 1.
Darkwood Un pantano en medio de ninguna parte. Aquí hallaréis la entrada a la Capilla de Skorm, así como una Puerta Demoníaca y un pequeño puesto comercial (Campamento Darkwood), donde se vende de todo. También podrás visitar el Burdel de Darkwood.
Burdel de Darkwood
Aquí hallaréis un lugar de vicio y sexo, donde también hay una Puerta Demoníaca. Si queréis ganar puntos de bondad, arrebatad los papeles del burdel al dueño, y dádselos a la "madame"... con ello obtendréis "beneficios físicos" gratuitos, o la posibilidad de cerrar el burdel y convertirlo en un refugio para mujeres.
• Campamento Darkwood
Hay 3 comerciantes que venden ropa (normal y oscura), objetos (comida, pociones...) y armas, y es un buen lugar para probar fortuna e intenta ganar dinero jugando al Black Jack.
• Capilla de Skorm
Lugar dedicado al dios de la oscuridad y del mal de Albión, ubicado en Darkwood. Aquí puedes hacer malas obras sacrificando gente y además en este lugar te podrás hacer con el Arco de Skorm.
Campos Tumularios Es la entrada a Oakvale donde hay 2 comerciantes que venden objetos y armas. Aquí hallaréis una Puerta Demoníaca y la entrada a la terrorífica Mansión Grey, donde hay otra puerta demoníaca.
Oakvale Hay 2 tiendas: una de objetos y otra de armas y ropa de combate (donde se puede adquirir cota de malla clara, placas…). También podemos visitar la taberna y jugar al juego de golf de monedas (y si haces una buena puntuación conseguirás el muñeco de Whisper). Y en una de las dos playas se puede participar en la competición de patear pollos, mientras que en la otra hay un pequeño tesoro escondido. Además, en lo alto de un pequeño acantilado se encuentra una casa en venta que podrás comprar por 5.000 de oro. Y no olvides poner a prueba tus nudillos en el Ring de Lucha nivel 2 y visitar el cementerio.
Claro Knotle Hay 3 tiendas: una de objetos, otra de ropa, armas de combate y un tatuador. También está la taberna, y en ella se puede jugar al juego de ordenar las cartas (y si haces un buen tiempo te harás con el muñeco de Scarlett Robe). En esta aldea se puede comprar una casa por 9.000 de oro, y no olvides visitar el Ring de Lucha, el más importante de toda Albión. En el exterior, junto a la entrada, hay una competición de tiro con arco (donde no debería resultarte difícil conseguir la pista 4 del tesoro).
Templo de Avo Avo es el dios de la luz en Albión, todo héroe que se decante por el camino del bien será del agrado de Avo. En este lugar puedes hacer buenas obras donando dinero al templo, que se encuentra cerca de Claro Khothole.
Costa Hook Hay 2 tiendas: una de objetos y otra de ropa y armas de combate (donde podrás comprar potenciadores y otras muchas cosas). En este pueblo se vende una casa por 29.000 de oro, y no olvides visitar la taberna donde podrás jugar al juego del tejo (y ganar el muñeco de Maze).
Aldea de Snowspire Aquí hay de todo: una tienda de ropa (clara y oscura), una tienda de armas, una tienda de objetos (donde podrás comprar regalos), está Beneficencia (para donar y comprar) y un tatuador con un gran surtido de tatuajes muy originales. En la taberna se puede jugar al juego de golf de monedas (y si haces una buena puntuación consigues el muñeco de Scythe). También podrás adquirir una casa que cuesta 25.000 de oro, y si entras y robas en las otras casas, podrás encontrar el traje de Asesino de Fuego.
La Caverna Headsman Es un lugar al que sólo se accede cuando luchas con Thunder durante el evento “La Invitación de la Alcaldesa”. Aquí se consigue una Llave de Plata y un Potenciador de Voluntad.
Cementerio Lychfield Tétrico, inquietante e inhóspito. Es sin duda el cementerio más grande de Albión. Coge la pala y empieza a cavar para encontrar oro, objetos y pociones. 
Además, en una misión, tendrás que encontrar la armadura, el escudo y la espada de Nostro para poder continuar con tu aventura. Por desgracia para ti están diseminados por todo del cementerio, pero con calma y paciencia seguro que podrás dar con ellos. ¡Ánimo y mucha suerte! ¡Y ojo con los peligros que te acecharán!
- Datos: Q2599945